# Jacksonia papillata
Jacksonia papillata är en insektsart som beskrevs av Theobald 1923. Jacksonia papillata ingår i släktet Jacksonia och familjen långrörsbladlöss. Arten är reproducerande i Sverige. Inga underarter finns listade i Catalogue of Life.